# David Chizallet
David Chizallet est un directeur de la photographie français né le 11 juillet 1979.

## Biographie
Il suit des études de cinéma à la Femis, département Image, dont il sort diplômé en 2006.

## Filmographie partielle
- 2011 : Nos ancêtres les Gauloises (documentaire) de Christian Zerbib
- 2012 : Alyah d'Élie Wajeman
- 2015 : Les Anarchistes d'Élie Wajeman
- 2015 : Je suis un soldat de Laurent Larivière
- 2015 : Mustang de Deniz Gamze Ergüven
- 2015 : Orage de Fabrice Camoin
- 2017 : Le Sens de la fête d'Éric Toledano et Olivier Nakache
- 2018 : Kings de Deniz Gamze Ergüven
- 2020 : L'Agent immobilier (mini-série) de Etgar Keret et Shira Geffen
- 2020 : Médecin de nuit d'Élie Wajeman

## Distinctions

### Nominations
- César 2016 : Nommé pour le César de la meilleure photographie pour Mustang